# 祖国平和統一委員会
祖国平和統一委員会（そこくへいわとういついいんかい）は、かつて朝鮮民主主義人民共和国（北朝鮮）の南北交流、対南工作を担当していた国家機関（社会団体）である。

## 概要
祖国平和統一委員会は、表向きは南北交流を推進するための団体であるが、実質的には対南宣伝工作などの韓国・南朝鮮向け世論の情報操作、思想工作やマスコミに対する心理戦などを行うための社会団体であった。韓国向けにラジオを使用してプロパガンダの宣伝放送を行っていた。2003年に祖国平和統一委員会運営の公式ウェブサイトの「わが民族同士」を開設した。
2024年1月15日、最高人民会議は「およそ80年という長い歳月、一つの民族、一つの国家、二つの体制に基づいたわれわれの祖国統一路線と克明に相反する『吸収統一』『体制統一』を国策と定めた大韓民国の連中とは、いつになっても統一が実現しない」として、民族経済協力局、金剛山国際観光局とともに祖国平和統一委員会を廃止する決定を採択した。

## 歴代副委員長
- 崔徳新（1989年まで）[3]
- 金容淳（2003年まで）[4]
- 金己男（2005年頃）[5]